# Marcus Hall (basket-ball)
Pour les articles homonymes, voir Marcus Hall.
Marcus Anthony Hall, né le 6 août 1985 à Houston au Texas, est un joueur américain de basket-ball.